# Finale de la Coupe d'Europe des vainqueurs de coupe 1967-1968
La finale de la Coupe d'Europe des vainqueurs de coupe 1967-1968 est la 8e finale de la Coupe d'Europe des vainqueurs de coupe, organisée par l'UEFA. Ce match de football a lieu le 23 mai 1968 au Stadion Feijenoord de Rotterdam, aux Pays-Bas.
Elle oppose l'équipe italienne de l'AC Milan aux Allemands du Hambourg SV. Le match se termine par une victoire des Milanais sur le score de 2 buts à 0, ce qui constitue leur premier sacre dans la compétition ainsi que leur deuxième titre européen après leur victoire en Coupe des clubs champions en 1963.

## Parcours des finalistes
Note : dans les résultats ci-dessous, le score du finaliste est toujours donné en premier (D : domicile ; E : extérieur).
| AC Milan          | AC Milan | AC Milan  | AC Milan  | AC Milan      |                     | Hambourg SV        | Hambourg SV | Hambourg SV | Hambourg SV | Hambourg SV   |
| ----------------- | -------- | --------- | --------- | ------------- | ------------------- | ------------------ | ----------- | ----------- | ----------- | ------------- |
| Adversaire        | Total    | Aller     | Retour    | Match d'appui | Tour                | Adversaire         | Total       | Aller       | Retour      | Match d'appui |
| Levski Sofia      | 6 - 2    | 5 - 1 (D) | 1 - 1 (E) |               | Seizièmes de finale | Randers FC         | 7 - 3       | 5 - 3 (D)   | 2 - 0 (E)   |               |
| Rába ETO Győr     | 3E - 3   | 2 - 2 (E) | 1 - 1 (D) |               | Huitièmes de finale | Wisła Cracovie     | 5 - 0       | 1 - 0 (E)   | 4 - 0 (D)   |               |
| Standard de Liège | 4 - 2    | 1 - 1 (E) | 1 - 1 (D) | 2 - 0         | Quarts de finale    | Olympique lyonnais | 4 - 2       | 2 - 0 (D)   | 0 - 2 (E)   | 2 - 0         |
| Bayern Munich     | 2 - 0    | 2 - 0 (D) | 0 - 0 (E) |               | Demi-finales        | Cardiff City       | 4 - 3       | 1 - 1 (D)   | 3 - 2 (E)   |               |

## Match
| ·            |                         |  |
| Titulaires : |                         |  |
|              |                         |  |
| 1            | Fabio Cudicini          |  |
| 2            | Angelo Anquilletti      |  |
| 3            | Karl-Heinz Schnellinger |  |
| 4            | Giovanni Trapattoni     |  |
| 5            | Roberto Rosato          |  |
| 6            | Nevio Scala             |  |
| 7            | Kurt Hamrin             |  |
| 8            | Giovanni Lodetti        |  |
| 9            | Angelo Sormani          |  |
| 10           | Gianni Rivera           |  |
| 11           | Pierino Prati           |  |
|              |                         |  |
| Entraîneur : |                         |  |
| Nereo Rocco  |                         |  |

| ·            |                        |  |
| Titulaires : |                        |  |
|              |                        |  |
| 1            | Özcan Arkoç            |  |
| 2            | Helmut Sandmann (en)   |  |
| 3            | Jürgen Kurbjuhn        |  |
| 4            | Holger Dieckmann (de)  |  |
| 5            | Egon Horst (en)        |  |
| 6            | Willi Schulz           |  |
| 7            | Bernd Dörfel           |  |
| 8            | Werner Krämer          |  |
| 9            | Uwe Seeler             |  |
| 10           | Franz-Josef Hönig (en) |  |
| 11           | Charly Dörfel          |  |
|              |                        |  |
| Entraîneur : |                        |  |
| Kurt Koch    |                        |  |

| ·            |                         |  |
| Titulaires : |                         |  |
|              |                         |  |
| 1            | Fabio Cudicini          |  |
| 2            | Angelo Anquilletti      |  |
| 3            | Karl-Heinz Schnellinger |  |
| 4            | Giovanni Trapattoni     |  |
| 5            | Roberto Rosato          |  |
| 6            | Nevio Scala             |  |
| 7            | Kurt Hamrin             |  |
| 8            | Giovanni Lodetti        |  |
| 9            | Angelo Sormani          |  |
| 10           | Gianni Rivera           |  |
| 11           | Pierino Prati           |  |
|              |                         |  |
| Entraîneur : |                         |  |
| Nereo Rocco  |                         |  |

| ·            |                        |  |
| Titulaires : |                        |  |
|              |                        |  |
| 1            | Özcan Arkoç            |  |
| 2            | Helmut Sandmann (en)   |  |
| 3            | Jürgen Kurbjuhn        |  |
| 4            | Holger Dieckmann (de)  |  |
| 5            | Egon Horst (en)        |  |
| 6            | Willi Schulz           |  |
| 7            | Bernd Dörfel           |  |
| 8            | Werner Krämer          |  |
| 9            | Uwe Seeler             |  |
| 10           | Franz-Josef Hönig (en) |  |
| 11           | Charly Dörfel          |  |
|              |                        |  |
| Entraîneur : |                        |  |
| Kurt Koch    |                        |  |